# 우구스촌
우구스촌(宇久須村)은 시즈오카현의 동부, 나카군·가모군에 속해있던 촌이다. 현재의 니시이즈정 북부에 해당한다.

## 역사
- 1889년 4월 1일 - 정촌제 시행에 의해 가모군 아라리촌이 성립하였다.
- 1956년 9월 30일 - 아라리촌과 합병해 가모촌이 성립하여, 동일 우구스촌은 폐지되었다.

## 참고문헌
- 角川日本地名大辞典 22 静岡県